# Manilkara nicholsonii
Manilkara nicholsonii är en tvåhjärtbladig växtart som beskrevs av A.E.van Wyk. Manilkara nicholsonii ingår i släktet Manilkara och familjen Sapotaceae. IUCN kategoriserar arten globalt som starkt hotad.
Artens utbredningsområde är KwaZulu-Natal. Inga underarter finns listade i Catalogue of Life.